# Beatrice Weber-Dürler
Beatrice Weber-Dürler (* 30. Januar 1944 in Zürich) ist eine Schweizer Rechtswissenschafterin.
Nach der Promotion 1972 bei Hans Nef habilitierte sich Weber-Dürler 1983 an der Universität Zürich als zweite Juristin nach Emilie Kempin-Spyri (1891). Drei Jahre später wurde sie zur ordentlichen Professorin an der Hochschule St. Gallen gewählt und war damit die erste Frau auf einem Lehrstuhl für öffentliches Recht in der Schweiz. 1990 wurde sie an die Universität Zürich auf einem Lehrstuhl für öffentliches Recht berufen, wo sie bis zu ihrer Emeritierung im August 2008 lehrte.
Ihre Habilitationsschrift über den Vertrauensschutz im öffentlichen Recht war ein wichtiger Beitrag für dieses anhin wenig erforschte Gebiet. Ihre weiteren Forschungsinteressen galten klassischen Themen wie der Rechtsgleichheit, dem Grundrechtseingriff oder dem Verhältnismässigkeitsprinzip.
Sie war mit dem Zürcher Oberrichter Hans Peter Weber-Dürler († 1993) verheiratet.